# 張鳳翔 (弘治進士)
張鳳翔（1476年—1501年），字光世，號伎陵，陝西漢中府金州洵陽縣民籍，山東兗州府濟寧州鉅野縣人，明朝政治人物。

## 生平
弘治五年（1492年）壬子科陝西鄉試第二十六名舉人，十二年（1499年）中式己未科會試第四十六名，二甲第二十三名進士。授戶部主事，十四年（1501年）卒於官。

## 著作
工書法，以左手書寫。著有《張伎陵集》七卷。

## 家族
曾祖張文昇；祖父張勉，知縣；父張傑，衛經歷。母謝氏。慈侍下。兄張鳳岐、張鳳岡、張鳳儀。